# شيح أردني
الشيح الأردني (باللاتينية: Artemisia jordanica) نوع نباتي يتبع  جنس الشيح من الفصيلة النجمية.

## الموئل والانتشار
النبات متوطن في بلاد الشام.